# Myotis dominicensis
Myotis dominicensis é uma espécie de morcego da família Vespertilionidae.
Pode ser encontrada nos seguintes países: Dominica e Guadeloupe.